# 阿爾利特
阿爾利特是尼日爾中北部的工業小鎮，由阿加德茲大區負責管轄，距離鄰國阿爾及利亞200公里，2001年2001年人口69,435。1969年在阿爾利特發現鈾礦，在1980年代出產世界上40％的鈾，2001年出產近80,000噸鈾礦，經貝寧科托努運往法國。

## 外部連結
- googlemaps （页面存档备份，存于）

18°44′N 7°23′E / 18.733°N 7.383°E